# Helotorus argyresthiae
Helotorus argyresthiae là một loài tò vò trong họ Ichneumonidae.